# Lydie Bastien
Pour les articles homonymes, voir Bastien.
Lydie Bastien, née Lydie Jeanne Françoise, également connue sous les pseudonymes de Béatrice et Ananda Devi, née le 20 août 1922 à Paris et morte le 25 février 1994 dans la même ville, est une femme française qui aurait travaillé pour les Allemands lors de la Seconde Guerre mondiale et qui est considérée, notamment par Pierre Péan, comme étant à l'origine des arrestations de Charles Delestraint et de Jean Moulin en 1943.

## Biographie
Originaire d'Ohain dans le Nord, Lydie Bastien aurait été, pendant la Seconde Guerre mondiale, la maîtresse de Harry Stengritt, adjoint de Klaus Barbie à la Gestapo de Lyon. Elle aurait été chargée de séduire René Hardy, inspecteur de la SNCF et résistant du réseau Combat, afin d'accéder à diverses informations sensibles. Hardy se serait confié rapidement à elle, ce qui aurait permis à Barbie d'organiser l'arrestation du chef de l'Armée secrète, le général Charles Delestraint, puis de plusieurs cadres de la résistance intérieure française, dont Jean Moulin, au cours d'une réunion organisée le 21 juin 1943 dans la banlieue lyonnaise à la suite de l'arrestation de Delestraint.
Pendant cinquante ans, la responsabilité de la trahison reste floue. Hardy est principalement soupçonné, mais est acquitté, faute de preuves, lors de deux procès après-guerre, en janvier 1947 et en mai 1950. Lydie Bastien se serait chargée de truquer les procès, afin de ne pas être démasquée.
Son rôle reste encore méconnu bien qu'elle ait été soupçonnée dès 1943 d'être un agent allemand par Henri Frenay. Après s'être intéressé à Jean Moulin dans Vies et morts de Jean Moulin : éléments d'une biographie (1998), le journaliste Pierre Péan est contacté par l'exécuteur testamentaire de Lydie Bastien, Victor Conté, qu'elle a chargé de faire connaître, après sa mort, la vérité sur son rôle. Muni des confidences recueillies par Conté, Péan enquête et en sort le livre La Diabolique de Caluire (1999), dans lequel il précise le rôle joué, selon lui, par Lydie Bastien. Elle aurait été payée en bijoux pour son « travail », sa principale motivation ayant été l'intérêt.
Elle collectionne après-guerre les aventures avec des hommes riches et puissants et a, en particulier, une relation avec l'ex-séminariste et écrivain surréaliste Ernest de Gengenbach, qui évoque cette « beauté fatale », « luciférienne », et son expérience d'amant torturé dans son autobiographie romancée, L'Expérience démoniaque (1949) .
À la fin des années 1960, elle part vivre avec un maharaja en Inde. Elle s'installe ensuite aux États-Unis, où elle écrit des articles sur l'hypnose et le yoga et se rapproche d'Aldous Huxley (mort en novembre 1963) avant de revenir en France où elle finira ses jours après avoir créé le Centre culturel de l'Inde, sous le haut patronage d'André Maurois, puis un bar du quartier Notre-Dame-des-Champs, au 11, rue Jules-Chaplain, le Jacky's Bar, et qui deviendra successivement le Jacky's Farwest Saloon dans lequel débutera le chanteur Dave, puis The Barbary Coast Saloon et, enfin, Le Boucanier, temple de la new wave et du post-punk ancien. Elle fréquente aussi à cette époque Edgar Faure, René la Combe, le président guinéen Sékou Touré et gère également un bar de filles boulevard Henri-IV, le Gabrielle d'Estrées.
Elle meurt le 25 février 1994 à l'hôpital Cochin. Elle est inhumée au cimetière parisien de Thiais, division 52.

### Filmographie
- 2002 : Jean Moulin, jouée par Julie Dreyfus, France 2
- 2003: Jean Moulin, une affaire française, de Pierre Aknine, joué par Vanessa Devraine, TF1